# Ning Herred

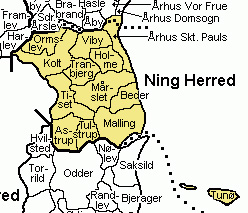
Ning Herred

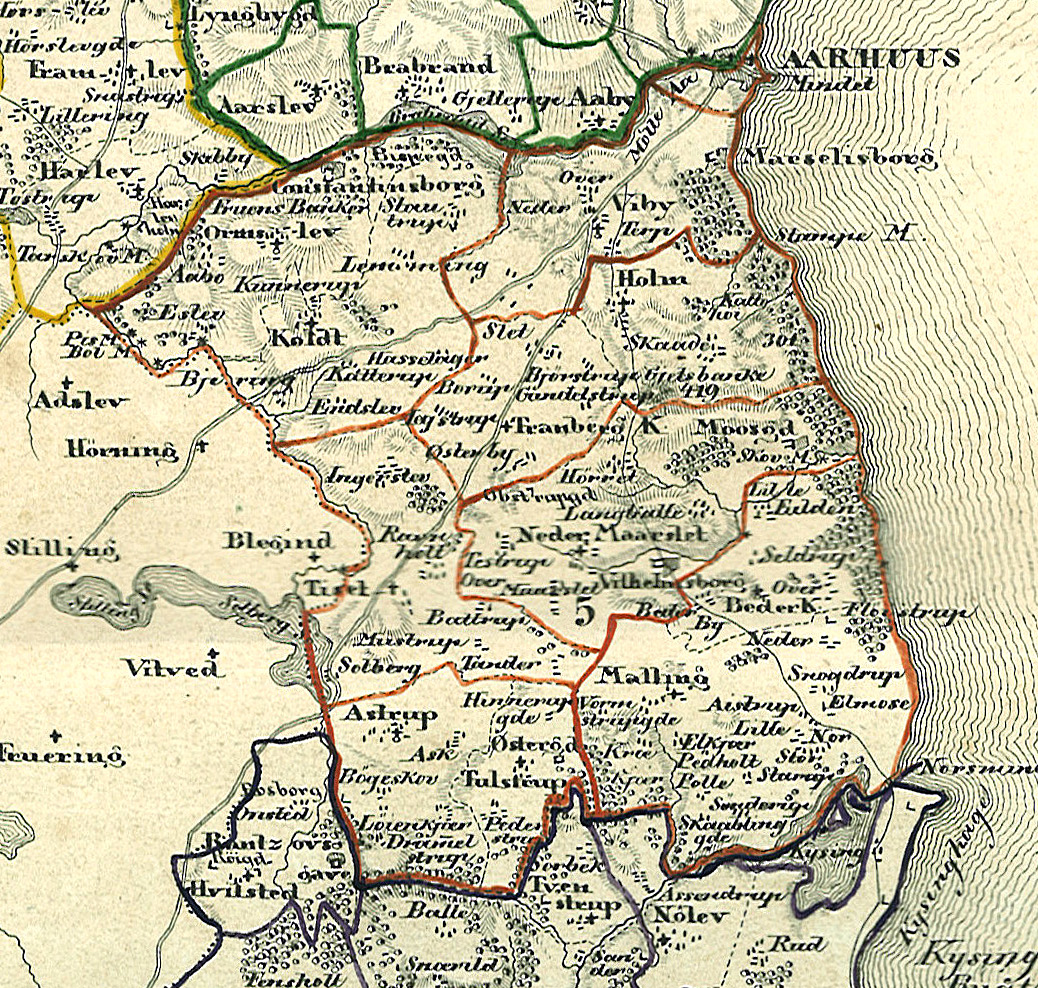
Ning Herred in 1826

Ning Herred was een herred in het voormalige Århus Amt. Ning wordt in Kong Valdemars Jordebog vermeld als Ninggehæreth. In 1970, bij de bestuurlijke reorganisatie van Denemarken in dat jaar, werd het gebied deel van de nieuwe provincie Aarhus.

## Parochies
Oorspronkelijk was Ning verdeeld in 12 parochies. Skåde werd pas later een zelstandige parochie en was eerder deel van Holme.
- Ormslev
- Skåde
- Viby
- Kolt
- Tranbjerg
- Holme
- Tiset
- Mårslet
- Beder
- Malling
- Tulstrup
- Astrup
- Tunø